# Johann Anton Stradmann
Johann Anton Stradmann (auch Stratmann), Ordensname Innozenz von Mariä Opferung OCD oder von der Darstellung der seligen Jungfrau Maria, lateinisch Innocentius a Præsentatione Beatæ Mariæ Virginis,  (* 8. Mai 1689 in Hönningen; † 6. Juni 1753 in Karwar, Indien) war ein deutscher römisch-katholischer Bischof.

## Leben
Stradmann ging in Koblenz zur Schule, vermutlich in die Klosterschule der Karmeliten, und studierte in Köln, wo er am 21. November 1708 (Gedenktag Unserer Lieben Frau in Jerusalem oder kurz Mariä Opferung) seine Profess im Kloster der Unbeschuhten Karmeliten ablegte. Nach dem Probejahr studierte er Philosophie und Theologie in Augsburg und wurde ebenda zu Priester geweiht. Fünf Jahre war er in Würzburg tätig.
In die Indienmission abgeordnet, wanderte er im November 1721 mit einem weiteren Pater des Würzburger Karmelitenklosters zu Fuß von Köln nach Ostende. Dort schiffte er sich auf einem holländischen Kaufmannsschiff nach Bombay ein, wo er am 29. September 1723 anlandete und weiter nach Karwar reiste, dem Bischofssitz seines italienischen Ordensbruders Maurizio Baistrocchi OCD. 
Nach einiger Zeit als Pfarrer in Sinkeri wurde er am 12. Mai 1738 von Papst Clemens XII. zum Titularbischof von Aureliopolis in Asia und Koadjutor des Apostolischen Vikars von Verapoly ernannt. Im Vikariat Verapoly, dem ältesten Sitz der Karmeliten in Südindien und ehemaliges portugiesisches Missionsgebiet, gab es ständige Kompetenzstreitigkeiten zwischen den portugiesischen Bischöfen von Goa, die das Gebiet für sich beanspruchten, und den von den Briten gestützten italienischen Karmeliten, was zu großen Spannungen führte. Zeitweise wechselten die Jurisdiktionen einzelner Gemeinden innerhalb weniger Jahre mehrfach. Zwischen die Mühlsteine der streitenden Kolonialmächte geraten, wurde Stradmann verhaftet und eingekerkert, schließlich aber durch die Fürsprache der Volksgruppe der Braminen, die ihn freikauften, wieder in Freiheit gesetzt.
Am 19. Januar 1746 ernannte ihn Papst Benedikt XIV. zum Apostolischen Vikar von Groß Mogul. Am 14. August 1749 weihte ihn Giovanni Battista Maria Multedi OCD, Apostolischer Vikar von Verapoly, zum Bischof. Assistiert haben Kamelitenpriester Mikołaj Szostak, ernannter Koadjutor des Apostolischen Vikars von Verapoly, und Anastase de S. Jeronimo.
In Bad Hönnigen wurde nach dem Zweiten Weltkrieg die Kaiser-Wilhelm-Straße in Bischof-Stradmann-Straße umbenannt. Das Bildnis des Bischofs hängt in der Pfarrkirche St. Peter und Paul. An seinem Geburtshaus befindet sich eine Gedenkplakette.